# Simaba intermedia
Simaba intermedia är en bittervedsväxtart som beskrevs av Mansfeld. Simaba intermedia ingår i släktet Simaba och familjen bittervedsväxter. Inga underarter finns listade i Catalogue of Life.